# 无碍禅师塔
无碍禅师塔，位于北京市大兴区榆垡镇履磕村，是一座元朝砖塔。全塔造型和谐，刻工简练，基本保留原貌，是研究元代建筑的宝贵实物资料。2003年，该塔被列入第七批北京市文物保护单位。

## 介绍
履磕村原来有古刹“灵言寺”，今已不存，寺址西南角处遗留的砖塔建于元朝至元九年（1272年），是僧人无碍禅师的墓塔，故被称为“无碍禅师塔”。这是一座坐北向南的六面形实心砖塔，密檐六层。塔座须弥束腰，座周雕刻佛像。塔身正面刻棱格门窗，上部嵌有石刻塔铭。塔上部为重檐，每层檐下出斗拱三攒。塔顶为莲花瓣，上置石质葫芦形塔刹。该塔在唐山大地震时受到波及，葫芦形的塔刹被震落，残高约为10米。1985年，该塔被大兴县人民政府列为大兴县文物保护单位，2002年经过抢救性修缮，重修了塔刹，现总高约13米。